# 中井りか
中井 りか（なかい りか、1997年〈平成9年〉8月23日 - ）は、日本のタレント、女優、YouTuberであり、女性アイドルグループNGT48の元メンバー。
富山県富山市出身。太田プロダクション所属。

## 来歴
富山県の立山連峰が見える郊外の住宅地で育った。幼稚園の頃は人前に立つのが好きな「何をしても目立つ子」であったが、小学生になると、周囲となじめなかったことから、なるべく地味にしていようと心に決めていた。そのような環境の中で慰めてくれたのが、AKB48などのアイドルたちであり、自分もアイドルになりたいと思うようになったが、高校では保育士を目指し勉強していた。しかし、アイドルの夢を捨てきれず、2014年 AKB48 Team8 全国一斉オーディション富山県代表に応募。最後の2人まで残ったとの連絡は受けたが、その後の電話連絡に出られず次点となり落選。
翌年、高校3年生の時にNGT48第1期生オーディションに応募。
最終審査に残った場合、次回の48グループのオーディションは最終審査まで免除になるが、それを忘れ書類審査から参加。
2015年7月25日、NGT48第1期生オーディション最終審査に合格し、同年8月21日に新潟市歴史博物館（みなとぴあ）でお披露目された。
2016年1月10日、『NGT48劇場グランドオープン初日公演』に出演。同時に他の15名とともにチームNIIIを結成。同年11月16日発売のAKB48の46thシングル「ハイテンション」で初めてAKB48のシングルの選抜メンバーに抜擢。同年12月、ライブストリーミングプラットフォームSHOWROOM上で2016年に視聴者から多くの支持を得たパフォーマー（SHOWROOMER）を表彰する『SHOWROOM AWARD 2016』における「BEST AKB PERFORMER」を松井珠理奈（SKE48）、野村奈央（当時AKB48）とともに受賞した。同年12月31日、第67回NHK紅白歌合戦に投票企画「AKB48 夢の紅白選抜」で33位に選ばれ、AKB48として出演。
2017年4月12日発売のNGT48のデビューシングル「青春時計」ではセンターポジションを務めた。同年5月30日から6月16日にかけて投票が実施された『AKB48 49thシングル選抜総選挙』において23位になり、アンダーガールズに選出される。同年11月17日にAKSから太田プロダクションへの所属事務所移籍を自身のSHOWROOMにおいて発表し、同年12月、太田プロダクションの公式ホームページに掲載された。
2018年1月15日に自身初のソロコンサート『中井りかソロコンサート〜中井りかキャンペーン中〜』をTOKYO DOME CITY HALLにおいて開催した。
2018年4月2日から「青春高校3年C組」の副担任（サブMC）としてレギュラーで出演（月～金、2020年3月27日まで）。番組内で出演者からは、りか先生と呼ばれていた。その後も様々なバラエティ番組のMCとして出演。
2018年6月16日に発表された『AKB48 53rdシングル 世界選抜総選挙』では37位となり、ネクストガールズに選出された。
2022年6月29日発売のNGT48 1stアルバム「未完成の未来」に収録のリード曲「しそうでしないキス」では、小越春花とダブルセンターを務めた。
2023年4月12日、デビューシングル『青春時計』リリース6周年記念イベントにて、グループ卒業を発表。卒業時期は同年夏ごろを予定しているとした。
同年8月2日発売のNGT48 9thシングル「あのさ、いや別に...」では、2度目のシングル曲センターポジションを務めた。
同年8月5日、「中井りか卒業コンサート〜推し変禁止は絶対命令〜」を新潟県民会館大ホールにて開催。
同月31日、NGT48劇場での卒業公演をもってNGT48から卒業。
2024年1月22日、活動休止後に週刊プレイボーイ6号に登場。アイドル引退後初の芸能活動。
同年3月31日、一般男性と結婚することを発表した。同年6月、結婚相手がテレビ東京コミュニケーションズの三宅優樹であることを公表。婚姻届の証人欄は秋元康と佐久間宣行が記入した。
2025年1月30日、第1子出産を報告した。性別は女児である事がInstagramの投稿にて明かになった。

## 人物
愛称は、りか姫、りかちゃん。
幼稚園のころからアイドルが好きであったが、小学生の時いじめられていた時期とも重なり、AKB48が出てきたころは自分は「アイドルになんてなれない」という思いや嫉妬心から「AKBなんて嫌いだし」と思っていた。しかし、心を動かされていることは自分でもわかり、ファンになっていった。
AKB48グループでは板野友美、小嶋陽菜を応援していたが、渡辺美優紀が「絶滅黒髪少女」のセンターで踊る姿に惹かれて以来、渡辺一本になったという。中井は渡辺を彷彿とさせるといわれ、NGT48に加入した当初は「釣り師」と呼ばれていた。性格はネガティブであり「豆腐メンタル」である。

## NGT48での参加楽曲

### シングル選抜楽曲
NGT48名義
- 青春時計 - 1st
  - 空き缶パンク
  - 暗闇求む
- 世界はどこまで青空なのか? - 2nd
  - 僕の涙は流れない
  - 抱いてやっちゃ桜木町 - 「中井りか と ロス・インディオス」名義
  - ナニカガイル
- 春はどこから来るのか? - 3rd
  - 反省ソーダ
- 世界の人へ - 4th
  - Soft serve - 「新潟SHOWROOM選抜」名義
  - カーテンの柄 - 「Team G」名義
- シャーベットピンク - 5th
  - 絶望の後で - 「NGT48 TDCコンサート選抜メンバー」名義
- Awesome -6th
  - はっきり言ってほしい ‐ 「Cloudy Cloudy」名義
- ポンコツな君が好きだ - 7th
  - 私が一番言いたかったこと
- 渡り鳥たちに空は見えない ‐ 8th
  - チョコレートで眠れない ‐ 「Cloudy Cloudy」名義
- あのさ、いや別に… ‐ 9th
  - 命を懸けろ!

AKB48名義
- 「君はメロディー」に収録
  - Maxとき315号 - 「NGT48」名義
- 「翼はいらない」に収録
  - 君はどこにいる? - 「NGT48」名義
- ハイテンション
  - ハッピーエンド - 「レナッチーズ」名義
- シュートサイン
  - みどりと森の運動公園 - 「NGT48」名義
- 願いごとの持ち腐れ
  - イマパラ
- 「#好きなんだ」に収録
  - だらしない愛し方 - 「アンダーガールズ」名義
  - プライベートサマー - 「SHOWROOM選抜」名義
- 11月のアンクレット
- ジャーバージャ
  - 友達でいましょう - 「NGT48」名義
- Teacher Teacher
- 「センチメンタルトレイン」に収録
  - 友達じゃないか? - 「ネクストガールズ」名義
  - “好き”のたね - 「SHOWROOM選抜」名義
- NO WAY MAN
- ジワるDAYS

### アルバム選抜楽曲
NGT48名義
- 『未完成の未来』に収録
  - しそうでしないキス
  - 昨日よりも今日 今日よりも明日
  - 片想いのままじゃ終われない - 「CloudyCloudy」名義

AKB48名義
- 『サムネイル』に収録
  - 青くさいロック
- 『僕たちは、あの日の夜明けを知っている』に収録
  - 靴紐の結び方
  - 天国の隠れ家

### 劇場公演ユニット曲
チームNIII 1st Stage「PARTYが始まるよ」
- スカート、ひらり

チームNIII 2nd Stage「パジャマドライブ」
- 天使のしっぽ
- 純情主義

チームNIII 3rd Stage「誇りの丘」
- 左の腕で連れ去って

チームG 1st Stage「逆上がり」
- 抱きしめられたら

## 作品

### 映像作品
| # | リリース日     | タイトル                                          | レーベル | 規格品番  | 販売形態 |
| - | -------------- | ------------------------------------------------- | -------- | --------- | -------- |
| 1 | 2018年10月19日 | 中井りか ソロコンサート〜中井りかキャンペーン中〜 | AKS      | NGT-D0011 | DVD      |
| 1 | 2018年10月19日 | 中井りか ソロコンサート〜中井りかキャンペーン中〜 | AKS      | NGT-D0012 | Blu-ray  |

## コンサート
- 中井りかソロコンサート〜中井りかキャンペーン中〜（2018年1月15日、TOKYO DOME CITY HALL）[15]
- 中井りか卒業コンサート～推し変禁止は絶対命令～（2023年8月5日、新潟県民会館大ホール）[20]

## 出演

### 映画
- ＃放生津カンタータ（2020年8月8日上映[32] / 10月、京都国際映画祭2020上映） - 太田燈 役

### テレビドラマ
- ひぐらしのなく頃に（2016年5月20日 - 6月24日、BSスカパー!） - 主演・園崎魅音・詩音 役[33]
- キャバすか学園（2016年10月30日 - 2017年1月15日、日本テレビ） - のどぐろ / シュウカイ 役[34][35]
- ひぐらしのなく頃に 解（2016年11月25日 - 12月16日、BSスカパー!） - 主演・園崎魅音、詩音 役[36]
- 豆腐プロレス（2017年1月22日 - 7月2日、テレビ朝日） - 中井りか / MAX中井 役[37]
- KOROSHIYA（2020年7月6日 - 、千葉テレビ） - 『トピックメーカー』内のショートドラマ[38]
- 素敵にティータイム（2022年7月19日 - 26日、tvk）- 主演 夢見かえで 役[39]

### バラエティ・情報番組
- #きとキュン♡トラベラー with T（2017年10月10日 - 2022年3月30日、チューリップテレビ） - 準レギュラー→MC[40]
- 白昼夢（2017年10月16日 - 2019年3月25日、フジテレビ）[41]
- スマートフォンデュ（2017年10月27日 - 2018年12月21日、テレビ朝日） - アシスタント[42]
- 青春高校3年C組（2018年4月2日 - 2020年3月27日、テレビ東京） - 副担任[43]
- 無料屋（2019年2月1日 - 2020年9月25日、テレビ朝日） - MC[44]
- 今日から友達になれますか?（2019年4月15日 - 2020年3月23日、フジテレビ） - MC（小籔千豊と共演）[45]
- トピックマガジン（2021年 - 、テレビ埼玉）
- ふわり愛（2022年4月18日 - 、チューリップテレビ・青森放送[注 1]）[46]
- 水バラ ローカル路線バスVS鉄道 乗り継ぎ対決旅（〈8弾〉2021年5月5日、〈15弾〉2023年3月15日、テレビ東京） - （8弾）鉄道チーム（15弾）バスチーム
- 石川さん情報Live リフレッシュ (2022年度第1・第3月曜、石川テレビ）- 「トーキョーなう」コーナー・リポーター

### ネット配信
- スカパー! 朝のTwitterドラマ 第45作「進路」（2020年1月13日 - 17日、スカパー!公式Twitter）[47]

### CM
- LINE LINE:ディズニー ツムツム「ツムツム アカデミー開講」篇（2021年1月4日 - ）[48]

### イベント
- 豆腐プロレス The REAL 2017 WIP CLIMAX in 後楽園ホール（2017年8月29日、後楽園ホール） - MAX中井 役[49]
- 豆腐プロレス The REAL 2018 WIP QUEENDOM in 愛知県体育館（2018年2月23日、愛知県体育館） - MAX中井 役[50]
- プレステージ・インターナショナル presents TGC TOYAMA 2019 by TOKYO GIRLS COLLECTION（2019年7月27日、富山市総合体育館）[51]

## 書籍

### 写真集
- AKB48れなっち総選挙選抜写真集 16colors（2017年1月31日、徳間書店、撮影：LUCKMAN・佐藤佑一） ISBN 978-4198642891[52]
- 中井りか NGT48卒業記念写真集『好きでした』（2023年6月30日、株式会社blueprint、撮影：池村隆司）ISBN 978-4909852410

### 雑誌連載
- 週刊プレイボーイ（2017年4月17日 - 2023年8月28日(37号連載終了)、集英社） - コラム「NGT48中井りかの【拡散希望】#ひめ〜る♥」（全288回）[53]。